# Oligoclada teretidentis
Oligoclada teretidentis är en trollsländeart som beskrevs av Rehn 2003. Oligoclada teretidentis ingår i släktet Oligoclada och familjen segeltrollsländor. Inga underarter finns listade i Catalogue of Life.